# نایت میر

## مقدمه
تایلر مارنی ملقب به نیت مر (تلفظ آن نایت مر) دی جی و آهنگساز سبک ترپ آمریکایی زاده لس آنجلس، کالیفرنیا است.